# Orlow Seunke

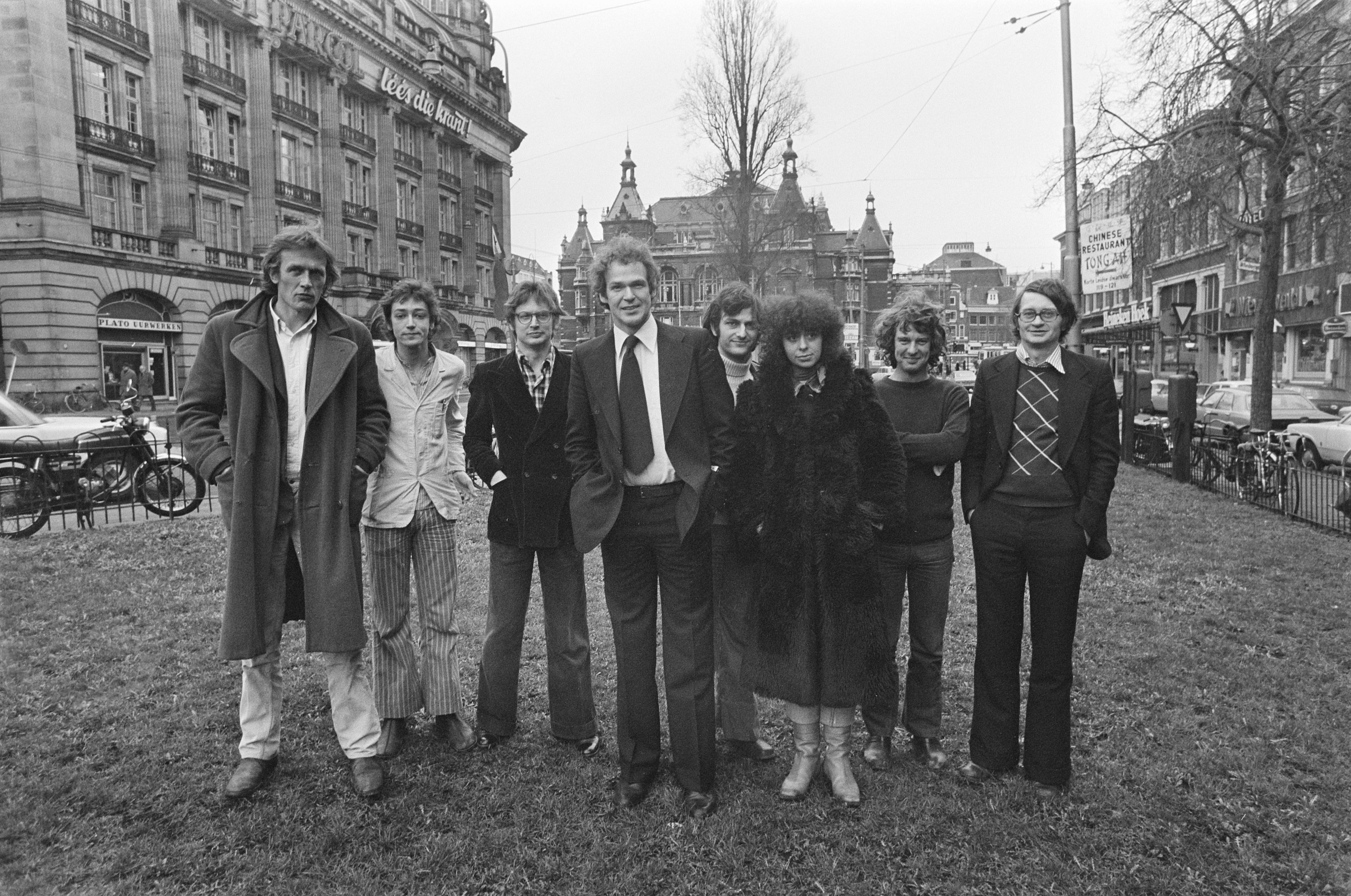
Seunke in 1976 (tweede van links)

Orlow Seunke (Amsterdam, 22 september 1952) is een Nederlands filmregisseur, filmproducent, scenarioschrijver en acteur.

## Biografie
Seunke studeerde scenario en regie aan de Nederlandse Filmacademie. In 1975 studeerde hij cum laude af met de film Altijd wat anders, zelden wat goeds. In 1979 registreerde hij voor de televisie het laatste optreden van Neerlands Hoop: De code van Neerlands Hoop. In 1982 won hij de Gouden Leeuw voor het beste debuut op het Filmfestival Venetië voor De smaak van water. In 1985 won hij de Speciale Juryprijs op het Nederlands Film Festival voor Pervola, sporen in de sneeuw.
In 1997 was De gordel van smaragd de openingsfilm van het Nederlands Film Festival. Sinds enige jaren woont en werkt Seunke in Jakarta, waar hij filmmakers opleidt. Hij was tussen 2003 en 2006 directeur van het Jakarta International Film Festival.

## Prijzen
- 1982 - Prijs van de Nederlandse Filmkritiek op het Nederlands Film Festival voor De smaak van water
- 1982 - International Critics' Award (FIPRESCI) op het Toronto International Film Festival voor De smaak van water
- 1982 - UNICEF Award voor het beste debuut op het Filmfestival Venetië voor De smaak van water
- 1985 - Prijs van de Nederlandse Filmkritiek op het Nederlands Film Festival voor Pervola, sporen in de sneeuw
- 1985 - Speciale Juryprijs op het Nederlands Film Festival voor Pervola, sporen in de sneeuw
- 1986 - Rotterdam Award op het International Film Festival Rotterdam voor Pervola, sporen in de sneeuw
- 1996 - Gouden Beeld voor beste drama voor Frans en Duits

## Films (regie)
- 1972 - Bromtol (samen met Kees van de Haak)
- 1973 - Brandend zand, of een drama in de Bijlmer
- 1974 - Jaakko Morttala (korte film)
- 1974 - Twisk (korte film)
- 1975 - Altijd wat anders, zelden wat goeds (eindexamenfilm)
- 1976 - Alle dagen feest (vierluik) (samen met Ate de Jong, Otto Jongerius en Paul de Lussanet)
- 1978 - Prettig weekend, meneer Meijer (televisiefilm)
- 1978 - Met voorbedachten rade (korte film)
- 1979 - De code van Neerlands Hoop (concertregistratie)
- 1979 - Pim en zijn hospita (korte film)
- 1980 - Pim en de film (korte film)
- 1980 - Pim en zijn familie (korte film)
- 1980 - Pim geeft een feest (korte film)
- 1980 - Pim en zijn vriend (korte film)
- 1981 - Het begin (documentaire)
- 1982 - De smaak van water (speelfilm)
- 1983 - Pim (vijf korte films)
- 1985 - Pervola, sporen in de sneeuw (speelfilm)
- 1986 - Noord-Holland (korte film)
- 1990 - Holland wonderland (korte film) (samen met Inge Calame van Alphen)
- 1991 - Oh Boy! (speelfilm)
- 1995 - Frans en Duits (televisiefilm)
- 1997 - Gordel van smaragd (speelfilm)
- 1999 - Kaas (televisiefilm)

- Gemeinsame Normdatei: 128600810
- International Standard Name Identifier: 0000 0000 4425 3668
- Library of Congress Control Number: no2003031181
- Nederlandse Thesaurus van Auteursnamen: 070753938
- Virtual International Authority File: 56296647
- WorldCat: E39PBJx8Ht8969Ppp436hwtqcP